# 巴尔德拉杜埃河畔圣马丁
巴尔德拉杜埃河畔圣马丁，是西班牙卡斯蒂利亚-莱昂萨莫拉省的一个市镇。 总面积24平方公里，总人口90人（2001年），人口密度4人/平方公里。